# Natasha Loring
 (juin 2024).
 (juin 2024).
 (juin 2024).
Le contenu est difficilement compréhensible vu les erreurs de traduction, qui sont peut-être dues à l'utilisation d'un logiciel de traduction automatique.
Natasha Loring est une comédienne d'Afrique du Sud. Premièrement, elle est connue pour ses rôles dans les films The Dinosaur Project (2012) et Zulu (2013), ainsi que pour la comédie dramatique E4 Beaver Falls (2011-2012). Sa performance dans le thriller Showmax Dam (2021-) a remporté un SAFTA.

## Début de la vie
Loring avait grandi dans le quartier Beaulieu de Midrand.  Il est le fils du producteur de théâtre Richard Loring. Elle a été étudiante au St Stithians College.  Elle a étudié à l'AFDA, à l'École pour l'économie créative et a obtenu un baccalauréat ès arts, puis à l'Actors Centre London (aujourd'hui Seven Dials Playhouse)  Elle a aussi pratiqué le ballet et la danse contemporaine.

## Carrière
Au cours de sa première année à l'AFDA, Loring a décroché son premier rôle professionnel en tant que Julie Saunders dans le film Hitchhiker, dans lequel elle est apparue avec sa sœur Samantha. Hitchhiker a été créée lors de la dernière année de Loring à l'AFDA. Cela a été suivi par ses débuts à la télévision en tant que Hayley dans le film Lifetime Natalee Holloway.
Loring a commencé à apparaître dans les médias britanniques en jouant dans deux parties de la BBC Women in Love et Sky One The Runaway, puis en jouant Kimberley dans la comédie dramatique E4 Beaver Falls de 2011 à 2012,et Liz Draper dans le film de science-fiction The Dinosaur Project.  En 2013, elle a joué Marjorie dans le film français-sud-africain Zulu.
Loring a chanté pour League of Legends (2009), Game of Thrones : A Telltale Games Series (2014), Tacoma (2017), ainsi que pour plusieurs jeux Star Wars et Call of Duty.  Elle a joué dans Broken Star et The Wedding Year en 2018 et 2019 et dans la série Netflix Queen Sono et la série Syfy Vagrant Queen en 2020.
Loring a débuté le rôle de Sienna Fischer en 2021 avec Lea Vivier dans le thriller Showmax Dam.  Loring a reçu pour la première saison le prix de la meilleure actrice dans un second rôle dans un drame télévisé aux South African Film and Television Awards.  Le court métrage A Shame a été réalisé par elle.

## Filmographie

### Cinéma
- 2008: "Hitchhiker" de Chris du Toit: Julie Sanders
- 2012: The Dinosaur Project de Sid Bennett: Liz Draper
- 2013: Zulu de Jérôme Salle: Marjorie
- 2014: "Mannequins" de Isabelle Sieb: Carilée (court-métrage)
- 2014: "Go Fish" de Renée Felice Smith: second rôle (court-métrage)
- 2015: "Baby" de Samuel Aaron Bennett : second rôle
- 2016: "Swell" de Bridget Savage Cole : Swell (voix)
- 2017: "The relationtrip" de Renée Felice Smith et C.A. Gabriel: Eden (voix)
- 2018: "Broken stars" de Dave Schwep: Sydney
- 2019: L'année des mariages de Robert Luketic: Sœur
- 2021: "A shame" de Josette Eales: Holly (court-métrage)
- 2022: "Red Gaia" de Udesh Chetty: l'androïd (court-métrage)
- 2022: "Ghosted" de Sam Milman et Peter Vass: Leigh (court-métrage)
- 2023: "Milli Vanilli, de la gloire au cauchemar" de Simon Verhoeven: Lisa
- 2024: "Just now" Jeffrey de Brett Morris et Hylton Tannenbaum: Brittany

### Télévision
- 2009: Natalie Holloway de Mikael Salomon : Hayley
- 2011: "Women in Love" de Miranda Bowen : Jeune fille allemande (saison 1 épisode 2)
- 2011: "The Runaway" de David Richards : Candy (saison 1 épisode 5)
- 2011-2012: "Beaver Falls" de Iain Hollands : Kimberley
- 2014: "Happyland" de Ben Epstein : Julie
- 2017: "Web of Spies" de Scott Swofford : Zadie Tottman
- 2020: Queen Sono de Kagiso Lediga : Sarah (saison 1 épisode 4)
- 2020: "Vagrant Queen" de Jem Garrard : Chrissy Scav
- 2021-2023: "Dam" de Alex Yazbek : Sienna Fischer (rôle principal)
- 2023: "Invasion" de Simon Kinberg et David Weil : Mira (saison 2)

## Doublage

### Jeux vidéo
- 2009: League of Legends : Kai'Sa
- 2014: Game of Thrones: A Telltale Games Series : Sera Flowers
- 2015: Anki Overdrive : Winger
- 2015: Star Wars The Old republic - Knights of the Fallen Empire : Vaylin / Alianna Slen
- 2016: Uncharted 4 : Voix supplémentaires
- 2016: Civilization 6 : Conseiller
- 2016: Star Wars The Old republic - Knights of the Eternal Throne : Vaylin
- 2017: Minecraft: Story Mode : Olivia (saison 2)
- 2017: Tacoma : Natali "Nat" Kurochenko
- 2018: Prey: Mooncrash : Claire Whitten
- 2018: Judgement : Nanami Matsuoka
- 2020: Call of Duty: Black Ops Cold War : Miléna
- 2020: Medal of Honor: Above and Beyond : Huxley
- 2021: Star Wars The Old republic - Legacy of the Sith :Voix supplémentaires
- 2022: Call Of Duty : Modern Warfare II : Voix supplémentaires